# Ettaler Forst
Der Ettaler Forst ist ein gemeindefreies Gebiet im oberbayerischen Landkreis Garmisch-Partenkirchen.

## Lage
Der Ettaler Forst umfasst große Teile des östlichen Bereichs der Ammergauer Alpen. Seine nördlichen Nachbarn sind die Gemeinden Saulgrub, Unterammergau und das namensgebende Ettal. Im Osten liegen die Gemeinden Oberau und Farchant sowie im Süden Garmisch-Partenkirchen, die sich allesamt im Landkreis Garmisch-Partenkirchen befinden. Im Westen grenzt der schwäbische Landkreis Ostallgäu mit der Gemeinde Halblech an den Ettaler Forst, sowie die Gemeinde Reutte in Tirol. Die Schlossanlage von Schloss Linderhof wird vom Nordteil des Gebiets auf drei Seiten (Norden, Westen, Süden) umschlossen, nur im Osten grenzt sie an den Rest der Gemeinde Ettal. 

## Beschreibung
Der Ettaler Forst ist mit einer Fläche von 83,46 km² das größte gemeindefreie Gebiet in Bayern und das achtgrößte in Deutschland. Der Forst war zuerst im Besitz des Klosters Ettal, ging aber im Laufe der Säkularisation im Jahre 1803 in den Besitz des Königreichs Bayern und damit in den Staatsbesitz über. Der Staatsforst war ein beliebtes Jagdrevier von bayerischen Königen und ist bekannt für seinen Holz- und Wildreichtum.
Im Ettaler Forst liegen bekannte Gipfel wie Klammspitze, Kreuzspitze und Notkarspitze. Der Friederspitz liegt genau an der Gemeindegrenze mit dem Markt Garmisch-Partenkirchen. Die Linder entsteht im Ettaler Forst nahe der Landesgrenze aus dem Zusammenfluss von zwei Quellbächen und durchfließt ihn durch das Graswangtal bis Schloss Linderhof. 
Im Gebiet des Forstes gibt es keine Bevölkerung. Die Brunnenkopfhäuser am Brunnenkopf oberhalb von Schloss Linderhof sind das einzige Baudenkmal im Ettaler Forst.

## Flächennutzung
Der Wald nimmt knapp 54 Prozent der Gebietsfläche ein, gefolgt von Felsen (die nach amtlicher Flächenkategorisierung zum Unland gehören) mit gut 42 Prozent. Daneben ist noch die Kategorie Landwirtschaftsfläche mit 2,6 Prozent erwähnenswert. Die übrigen Flächenkategorien sind zu vernachlässigen.
| Flächennutzung (31. Dez. 2012) | Fläche (Hektar) | Anteil (Prozent) |
| ------------------------------ | --------------- | ---------------- |
| Wald                           | 4.497,70        | 53,890           |
| Unland                         | 3.534,62        | 42,350           |
| Landwirtschaftsfläche          | 215,42          | 2,580            |
| Straße, Weg, Platz             | 15,20           | 0,180            |
| übrige Verkehrsfläche          | 0,13            | 0,002            |
| Gebäude- und Freifläche        | 0,50            | 0,010            |
| Wasser                         | 82,57           | 0,990            |
| insgesamt                      | 8.346,14        | 100,000          |